# Елыкаево
Елыка́ево — село в Кемеровском районе Кемеровской области. Является административным центром Елыкаевского сельского поселения.

## История
Основание села относят к 1800 году. Название оно получило по имени одного из первопоселенцев Уткин Елыкай. В 1911 году в селе насчитывалось 85 дворов и 490 жителей, в 1920—153 двора и 882 жителя, в том числе и обрусевшие тюльберы Баянской инородческой управы. Елыкаево входило в Верхотомскую волость Кузнецкого уезда, с 1924 года — в составе Кемеровского района Кузнецкого края. Дальнейшая динамика численности населения: 1926 год — 576 жителей, 1936—537, 1968—1826, 1994—2324, 2000—2193 человека, причём в это число включались и дачники из Кемерово, постоянно жившие в селе.

## География
Село расположено на правом обрывистом берегу реки Томь. Центральная часть населённого пункта расположена на высоте 131 метра над уровнем моря.

## Население
| 2010 |
| ---- |
| 2748 |

По данным Всероссийской переписи населения 2010 года, в селе Елыкаево проживает 2748 человек (1189 мужчин, 1559 женщин).

## Организации
Губернаторская женская гимназия-интернат, школа, детский сад, санаторий «Солнечный», пожарная часть.

## Транспорт
Доехать до села можно автобусами № 164, 165, 166/167, 180, которые отправляются с привокзальной площади города Кемерово.

## Археология
У села Елыкаево в 1906 году нашли «клад» из 137 предметов (железных и медных) и несколько обломков. Предметы вооружения елыкаевского комплекса могут быть отнесены к финалу эпохи раннего железа (первая половина 1 тыс. н. э.).

## Монастырь
В селе расположен Свято-Успенский женский монастырь.